# 1078 Mentha
Mentha (asteroide 1078) é um asteroide da cintura principal, a 1,9563373 UA. Possui uma excentricidade de 0,1382134 e um período orbital de 1 249,29 dias (3,42 anos).
Mentha tem uma velocidade orbital média de 19,76836477 km/s e uma inclinação de 7,367º.
Esse asteroide foi descoberto em 7 de Dezembro de 1926 por Karl Reinmuth.